# Бёрберри, Томас
Томас Бёрберри (англ. Thomas Burberry; 27 августа 1835 — 4 апреля 1926) — основоположник международной сети Burberry, одного из крупнейших швейных предприятий Великобритании. Также известен тем, что изобрел и запатентовал габардин.

## Биография
Свой первый магазин Томас Бёрберри открыл в городе Бейзингсток (где ранее учился в школе драпировщиков) в 1856 году — в возрасте 21 года.
В 1888 году компания Burberry, представив прочную, водостойкую и дышащую ткань под названием габардин, оформила на неё патент и создала водонепроницаемую верхнюю одежду в начале следующего века. В 1891 году сеть расширилась, открыв магазин в Лондоне. В 1901 году был разработан логотип с изображением конного рыцаря и добавлен на одежду, предназначенную для досуга и спорта, а также на плащи.
В 1911 году компания Burberry одела Руаля Амундсена, первого человека, достигшего Южного полюса, и Эрнеста Шеклтона, который возглавил экспедицию по пересечению Антарктики.
В 1914 году военное ведомство поручило компании адаптировать офицерское пальто для солдат, и после войны оно стало основой для разработки такой верхней одежды, как тренч.
Томас Бёрберри умер 4 апреля 1926 года в возрасте 90 лет.